# Lincoln Palomeque
Lincoln Palomeque  (Cúcuta, 1977. március 20. –) kolumbiai színész.

## Élete és pályafutása
Lincoln Palomeque 1977. március 20-án született Cúcutában. Karrierjét 1992-ben kezdte. 2006-ban a Hasta que la plata nos separe című telenovellában játszott. 2009-ben Juan Antonio szerepét játszotta a La bella Ceci y el imprudente című sorozatban. 2010-ben a La diosa coronada című telenovellában kapott szerepet. 2012-ben a Pillangó-Az alvilág úrnőjében játszott María Adelaida Puerta mellett.

## Filmográfia

### Telenovellák
- Señora Acero (2014) - Manuel Caicedo  "El Parche"
- A gonosz álarca (Santa Diabla) (2013) - Willy Delgado
- Allá te espero (2013) - Javier Linero
- ¿Quién eres tú? (2012) - Lorenzo Esquivel
- Pillangó-Az alvilág úrnője (La Mariposa) (2012) -  Richard Leguízamo
- Dél királynője (La reina del Sur) (2011) - Faustino Sánchez Godoy
- La diosa coronada (2010) - Lukas
- La bella Ceci y el imprudente (2009-2010) - Juan Antonio Durán
- Las muñecas de la mafia (2009) - Giovanni
- Novia para dos (2008) -  Adrián Zea / Toño Ríos
- Hasta que la plata nos separe (2006-2007) - "Nelson Ospina "El Dandy"
- Lorena (2005) - Juan Ferrero
- Me amarás bajo la lluvia (2004)
- Siete veces Amada (2002-2003) - Reynaldo
- Isabel Me La veló (2001)
- Francisco el Matemático (1999) - Ignacio
- Momentos De Gloria
- Padres E Hijos (1992)
- Reportaje al Misterio

## Díjak és jelölések
TVyNovelas-díj
| Év   | Kategória                    | Telenovella                   | Eredmény |
| ---- | ---------------------------- | ----------------------------- | -------- |
| 2014 | Legjobb férfi mellékszereplő | Alla te espero                | Jelölve  |
| 2013 | Legjobb férfi főgonosz       | La Mariposa                   | Elnyerte |
| 2010 | Legjobb férfi mellékszereplő | Las muñecas de la mafia       | Jelölve  |
| 2007 | Legjobb férfi mellékszereplő | Hasta que la plata nos separe | Elnyerte |

India Catalina-díj
| Év   | Kategória              | Telenovella                   | Eredmény |
| ---- | ---------------------- | ----------------------------- | -------- |
| 2010 | Legjobb férfi főgonosz | La bella ceci y el imprudente | Jelölve  |